# تسايان
إلمر فيغيروا أرس Elmer Figueroa Arce ؛(ولد في 28 يونيو 1968)، والمعروف تحت اسم  تشايان Chayanne، هو مغني البوب لاتيني من بورتوريكو، وممثل والملحن. وباعتبارها فنانا منفردا، أصدر تسايان ألبومات منفردة وبيع منها أكثر من 30 مليون ألبوم في جميع أنحاء العالم.

## السيرة الذاتية
والد إلمر فيغيروا أرس Elmer Figueroa Arce هو كينتينو فيغيروا Quintino Figueroa، يعمل كمدير مبيعات، وكانت والدته إيرما لوز أرس Irma Luz Arce، كانت تعمل كمعلمة، توفيت في 17 أبريل / نيسان 2014، بعد معركة طويلة ضد السرطان. وهو الثالث من خمسة أشقاء. لقبه «تسايان» أعطي له من قبل والدته، تكريما لحبه للمسلسل التلفزيوني تسايان 1950 .

في أواخر السبعينيات، قام باختباره أداء ل Menudo, لكن المنتجين أخبروه أنه كان أصغر من أن يكون في المجموعة. انضم إلى مجموعة أخرى، لوس شيكوس Los Chicos, وأنتجوا العديد من التسجيلات، بما في ذلك "Puerto Rico Son Los Chicos "و" "Ave Maria.

بعد أن انفصلت لوس تشيكوس في عام 1984، بدأ تسايان حياته المهنية كفنان منفردا. وقع مع RCA Víctor وأصدر ألبومه لأول مرة،Chayanne es mi Nombre,. وألبومه الثاني مع RCA Víctor؛ Sangre Latina صدر في عام 1986.

## أعماله

### أفلام
| Year | العمل                                                       | الدور                          | ملاحظات         |
| ---- | ----------------------------------------------------------- | ------------------------------ | --------------- |
| 1994 | Linda Sara                                                  | Young Alejandro                | Debut film      |
| 1996 | Al compás de un sentimiento                                 | Singer                         |                 |
| 1997 | Siempre piel canela                                         | Singer                         | فيلم تلفزيوني   |
| 1998 | Dance with Me ‏                                              | Rafael Infante                 |                 |
| 2000 | Chayanne: Candela                                           | Himself                        | Video short     |
| 2004 | Por amor al arte                                            | Himself                        | Television film |
| 2006 | Murcia, ¡qué hermosa eres!                                  | Himself                        | Television film |
| 2010 | رابونزل (فيلم)                                              | Flynn Rider (Voice in Spanish) |                 |
| 2012 | Merry Christmas with Our People... Tony Bennett and Friends | Himself                        | Television film |

### في التلفزيون
| السنة | العمل             | الدور                          | ملاحظات                |
| ----- | ----------------- | ------------------------------ | ---------------------- |
| 1986  | Pobre juventud    | El Ruso                        | Television debut       |
| 1994  | Volver a empezar ‏ | Chayanne                       | Lead role              |
| 2001  | آلي مكبيل (مسلسل) | Sam Adams                      | 2 episodes             |
| 2001  | Provócame         | Pedro Balmaceda-Linares Duncán |                        |
| 2003  | Son amores ‏       | Chayanne                       |                        |
| 2004  | La niñera         |                                |                        |
| 2006  | Juan y José show  |                                |                        |
| 2006  | Sos mi vida       | Himself                        | Episode 215            |
| 2008  | Gabriel           | Gabriel / Gabriel Marquez      | Lead role; 10 episodes |

### أغاني للتلفزيون والأفلام
| السنة | العمل                  | الأغنية                                                  | ملاحظات |
| ----- | ---------------------- | -------------------------------------------------------- | --- |
| 1994  | Linda Sara             | "Sera"                                                   | |
| 1994  | Baila conmigo          | "You Are My Home (Salsa)" "You Are My Home"              | |
| 1999  | Girasoles para Lucía   | "Atado a tu amor"                                        | |
| 2000  | Pobre diabla ‏          | "Soy como un niño (Looking Through The Eyes Of A Child)" | |
| 2001  | Provócame              | "Hasta que el alma resista"                              | |
| 2003  | Todo sobre Camila ‏     | "Y tú te vas"                                            | |
| 2004  | La vida es una canción | "Peligro de amor"                                        | 1 episode                                                                                                   |
| 2005  | El disco del año       | "No te preocupes por mí"                                 | |
| 2005  | Rocío, siempre         | "Me ha dicho la luna"                                    | |
| 2007  | La tele de tu vida     | "Torero"                                                 | Season, Episode 15                                                                                          |
| 2009  | Corazón salvaje ‏       | "Me enamoré de ti"                                       | |
| 2009  | Feroz                  | "Me enamoré de ti"                                       | Episode: "Guillermo debe matar a Leo" Episode: "Leo atacó a Guillermo" Episode: "Leo supo que mató a Laura" |
| 2014  | Tu cara me suena       | "Salomé"                                                 | |
| 2014  | Guapas                 | "Baila, baila"                                           | Episode: "La máquina del tiempo"                                                                            |
| 2015  | Lo imperdonable ‏       | "Tu respiración"                                         | Main theme                                                                                                  |

### ألبومات
- 1984: Es mi nombre
- 1986: Sangre Latina
- 1987: Chayanne
- 1988: Chayanne II
- 1990: Tiempo de Vals
- 1992: Provócame
- 1994: Influencias
- 1996: Volver a Nacer
- 1998: Atado a Tu Amor
- 2000: Simplemente
- 2002: Grandes éxitos
- 2003: Sincero
- 2005: Desde Siempre
- 2005: Cautivo
- 2007: Mi tiempo
- 2008: Vivo
- 2010: No hay imposibles
- 2012: A Solas Con Chayanne
- 2014: En Todo Estaré
- 2015: Personalidad

## وصلات خارجية
- تسايان على موقع IMDb (الإنجليزية)
- تسايان على موقع ألو سيني (الفرنسية)
- تسايان على موقع ميوزك برينز (الإنجليزية)
- تسايان على موقع أول موفي (الإنجليزية)
- تسايان على موقع إن إن دي بي (الإنجليزية)
- تسايان على موقع أول ميوزيك (الإنجليزية)
- تسايان على موقع ديسكوغز (الإنجليزية)
- تسايان على موقع قاعدة بيانات الفيلم (الإنجليزية)
- تسايان على موقع كينوبويسك (الروسية)